# Schellhorn
Schellhorn település Németországban, Schleswig-Holstein tartományban. Lakosainak száma 1550 fő (2023. december 31.).

## Népesség
A település népességének változása:
| Lakosok száma | 1465 | 1493 | 1469 | 1513 | 1535 | 1550 |
|               | 1975 | 2017 | 2019 | 2021 | 2022 | 2023 |